# VALKYRIE 05
VALKYRIE 05（ヴァルキリー・ファイブ）は、日本の女子総合格闘技イベント「VALKYRIE」の大会の一つ。2010年4月11日、東京都江東区有明のディファ有明で開催された。

## 大会概要
フェザー級王座次期挑戦者決定戦とも目されたメインイベントでは、高林恭子が藤野恵実に判定勝ちした。
VALKYRIEプロデューサー茂木康子がVALKYRIE 03以来の試合を行うも、ベティコに判定負け。ベティコはこの試合より内藤晶子から改名した。
今大会で行われる予定であった女子フライ級初代チャンピオン決定トーナメント決勝戦は大室奈緒子の負傷欠場によりVALKYRIE 06に延期され、対戦予定であった玉田育子は関友紀子と試合を行った。
葛西むつみと対戦予定であったあやめが怪我により欠場となり、代わりに藪下めぐみが参戦した。

## 試合結果
第1試合 -58.0kg契約 ヴァルキリールール 3分2R
○  虎島尚子 vs.  HARUMI ×
2R終了 判定3-0
第2試合 女子フライ級 ヴァルキリールール 3分3R
○  永易加代 vs.  ハッピー福子 ×
3R終了 判定2-0
第3試合 女子フェザー級 ヴァルキリールール 3分3R
○  ベティコ vs.  茂木康子 ×
3R終了 判定3-0
第4試合 女子フライ級 ヴァルキリールール 3分3R
○  玉田育子 vs.  関友紀子 ×
3R終了 判定3-0
第5試合 -58.0kg契約 ヴァルキリールール 3分3R
○  藪下めぐみ vs.  葛西むつみ ×
2R 2:58 アームバー
第6試合 メインイベント 女子フェザー級 ヴァルキリールール 3分3R
○  高林恭子 vs.  藤野恵実 ×
3R終了 判定2-0